# 薗田香勲
薗田 香勲（そのだ こうくん、1905年〈明治38年〉3月25日 - 1969年〈昭和44年〉4月9日）は、日本のドイツ文学者・仏教学者、浄土真宗本願寺派の僧。大阪府立大学教授。ゲーテ、親鸞を研究した。

## 経歴
1905年、和歌山県和歌山市で浄土真宗本願寺派の妙慶寺に生まれた。1916年に得度。京都帝国大学文学部独文科で学び、1927年に卒業。
卒業後は、同1927年より龍谷大学講師。1931年、大阪商科大学（現：大阪市立大学）教授となった。1951年からは浪速大学教授、校名変更で大阪府立大学教授。
宗門においては、1926年より妙慶寺住職(1969年まで)。1947年から1951年まで、浄土真宗本願寺派和歌山教区長兼鷺森別院輪番をつとめた。

## 家族
- 父：薗田宗恵は僧侶。北米開教師としてサンフランシスコで布教[4]。
- 妻：芦津実全の娘
- 長男：薗田香融は日本史古代史、仏教学者。
- 次男：芦津丈夫はドイツ文学者。芦津実全の養子となった。
- 三男：薗田宗人はドイツ文学者。
- 四男：薗田坦は哲学者。

## 著作
著書
- 『ニイチエと仏教』顕真学苑 1932
- 『ゲーテ的人間』弘文堂(教育文庫) 1941
- 『ゲーテと東洋精神』増進堂(黎明選書) 1944
- 『ゲーテ断想』堀書店(教養叢書) 1947
- 『東洋的詩人としてのゲーテ』(増進堂全書) 1948
- 『聞法の生活』百華苑(百花文集) 1954
- 『東洋の叡智 仏教の否定と肯定』百華苑 1959
- 『無量寿経諸異本の研究』永田文昌堂 1960
- 『有と無 東と西の出会い』理想社 1965
- 『真宗へのすすめ』(現代真宗名講話全集) 教育新潮社 1966
- 『仏教の日本的受容 日本的宗教心と仏教』百華苑 1969
- 『ドイツ文学における東方憧憬』創文社 1975
- 『酔蟹夜話 ある住職の焼跡日記』法藏館 2001

共編著
- 『正信偈のはなし』岡田亮二・薗田宗人 永田文昌堂 1975

翻訳
- 『シッダルタ 印度の詩』ヘツセ著、顕真学苑出版部 1930

論文
- CiNii>薗田香勲
- INBUDS>薗田香勲